# Smîha
Smîha (în ucraineană Смига) este o așezare de tip urban din raionul Dubno, regiunea Rivne, Ucraina. În afara localității principale, nu cuprinde și alte sate.

## Demografie
Componența lingvistică a așezării de tip urban Smîha
     Ucraineană (97,98%)
     Rusă (1,59%)
     Alte limbi (0,39%)
Conform recensământului din 2001, majoritatea populației așezării de tip urban Smîha era vorbitoare de ucraineană (97,98%), existând în minoritate și vorbitori de rusă (1,59%).